# Villarino de los Aires
Villarino de los Aires là một đô thị ở tỉnh Salamanca, tây Tây Ban Nha, thuộc cộng đồng tự trị Castile-Leon. Đô thị này có cự ly có dân số năm 2008 là 999 người.
Đô thị này có diện tích 102,64 km².
Đô thị Villarino de los Aires nằm ở khu vực có độ cao 605 mét trên mực nước biển, bên sông Duero.

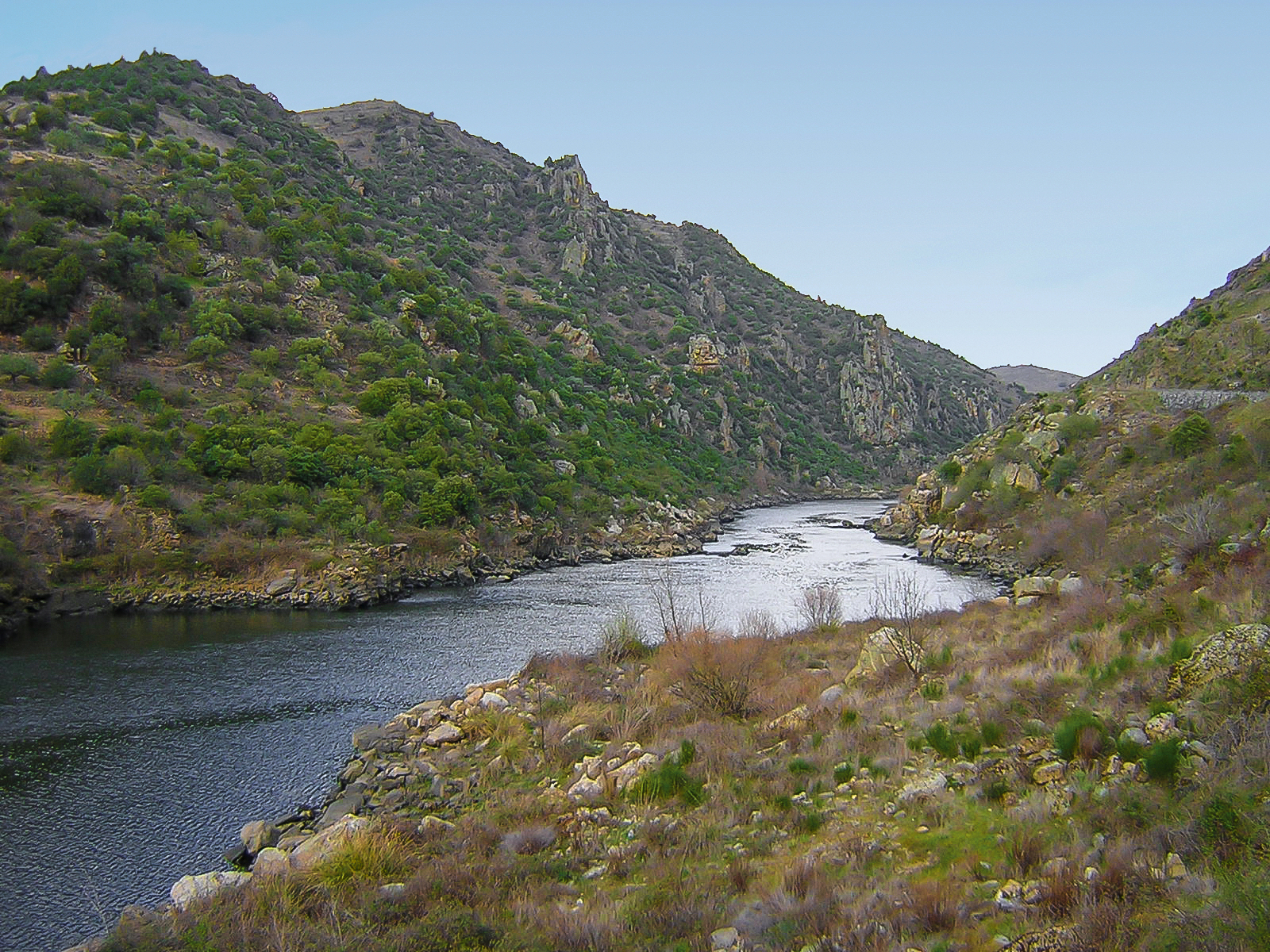
Sông Duero